# 胡岚
胡岚（1969年—），香港酒店业知名女企业家、慈善家，现任香港信宜集团董事长。

## 生平
祖籍浙江宁波象山县人。2003年斥资1.5亿美元收购上海第一家五星级酒店，位于上海静安区的希尔顿酒店，任上海希尔顿董事长和香港信谊酒店投资有限公司董事。2006年5月，捐资1000万人民币于宁波大学建立优秀博士奖励基金。2012年在香港斥资逾25亿港币，收购香港威華達集团，任董事长。2012年任香港信宜集团董事长，兼任香港Cindic Holdings Limited、香港兴业股份之董事，并持有港华燃气8%股份。

## 荣誉
- 2016年，获得浙江省“爱乡楷模”。[1]